# CeMAS – Center für Monitoring, Analyse und Strategie
Die CeMAS – Center für Monitoring, Analyse und Strategie gGmbH (gemeinnützige GmbH) ist eine gemeinnützige Organisation, die Informationen und Expertise zu den Themen Antisemitismus, Verschwörungsideologien, Desinformation (Fake News) und Rechtsextremismus im Internet sammelt und Zivilgesellschaft, Medien und Politik berät. Der Thinktank wurde 2021 unter anderem von der Sozialpsychologin Pia Lamberty gegründet und wird von der Alfred Landecker Foundation gefördert. Er hat seinen Sitz in Berlin.

## Ziele
CeMAS verfolgt das Ziel durch das Monitoring digitaler Plattformen ein Frühwarnsystem gegen digitale Verschwörungsideologien, Desinformation und Rechtsextremismus zu entwickeln. So wird zum Beispiel das bei Rechten und Verschwörungsideologen beliebte Netzwerk Telegram mit einem Tool in Echtzeit beobachtet. Aus den digital erhobenen Daten sollen Rückschlüsse für das analoge Leben gezogen werden können. Politikwissenschaftler und Sprachwissenschaftler analysieren die Datensätze und leiten Handlungsempfehlungen ab. CeMAS arbeitet interdisziplinär und untersucht die Radikalisierungserscheinungen aus psychologischer, kognitionslinguistischer und sozialwissenschaftlicher Perspektive. Im Jahr 2021 befasste sich das CeMAS intensiv mit den Telegram-Netzwerken verschwörungsideologischer Corona-Leugner rund um die „Querdenken“-Bewegung. Das Projekt strebt Konzepte zwischen Zivilgesellschaft und Plattformbetreibern an, um Radikalisierung entgegenzuwirken.

## Finanzierung
Der Thinktank wird von 2021 bis 2024 von der Alfred Landecker Foundation mit 2,8 Millionen Euro unterstützt.

## Mediale Aufmerksamkeit
Die Mitarbeitenden von CeMAS werden von vielen Medien als Experten zu den Themen Verschwörungsideologie, russische Propaganda, Reichsbürger und Antisemitismus hinzugezogen.

## Auszeichnung
CeMAS wurde 2023 mit dem Power for Democracy Award für herausragendes demokratisches Engagement von Philipp Morris Deutschland ausgezeichnet.

## Veröffentlichungen
- Die Bundestagswahl 2021 – Welche Rolle Verschwörungsideologien in der Demokratie spielen (von Jan Rathje, Josef Holnburger, Maheba Goedeke Tort, Martin Müller, Miro Dittrich, Pia Lamberty, Rocío Rocha Dietz, Annika Brockschmidt), 2021, pdf-Link
- Q vadis? Zur Verbreitung von QAnon im deutschsprachigen Raum (von Josef Holnburger, Maheba Goedeke Tort, Pia Lamberty), 2022, pdf-Link
- Das Verhältnis der AfD zu den „Reichsbürgern“: Zwischen verbaler Distanzierung und Kooperation. Jan Rathje, 2024, pdf-Link